# Hershberger Mountain Lookout
Le Hershberger Mountain Lookout est une tour de guet du comté de Douglas, en Oregon, dans l'ouest des États-Unis. Situé à 1 853 mètres d'altitude dans la chaîne des Cascades, il est situé à la forêt nationale de Rogue River-Siskiyou et de la forêt nationale d'Umpqua. Construit en 1925, il est inscrit au Registre national des lieux historiques depuis le 29 décembre 2000.